# Erich Stekovics

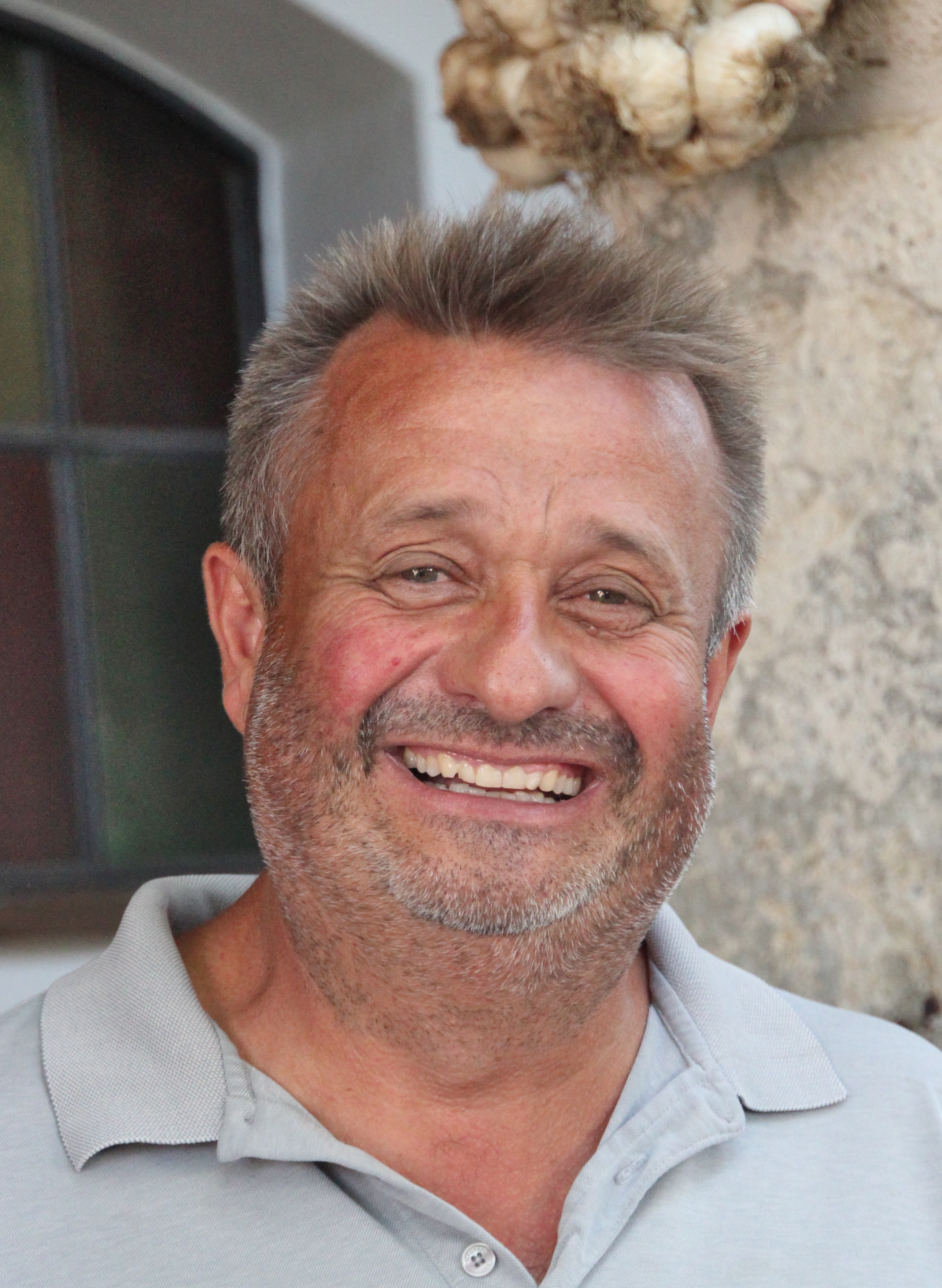
Erich Stekovics (2022)

Erich Stekovics (* 7. Mai  1966  in Frauenkirchen, Burgenland) ist ein österreichischer Bio-Bauer in Frauenkirchen am Neusiedler See und bekannt als „Kaiser der Paradeiser“. Stekovics hat im Laufe der Jahre 3200 Tomaten- oder Paradeisersorten angebaut und damit die größte Sammlung an Tomatensaatgut weltweit. Neben anderen Feldfrüchten kamen bis 2014 noch 600 Chili-Arten, bis 2011 auch 39 Arten/Sorten Basilikum sowie über 24 verschiedene Bio-Zwiebelraritäten 2016 dazu. Er gilt heute als ein „österreichisches Paradebeispiel für die Ideale der Slow-Food-Bewegung“.

## Leben
Erich Stekovics' Eltern flüchteten gegen Ende des Zweiten Weltkrieges von Serbien nach Österreich. Mit dem Anbau von Paprika, Chili und Tomaten aus dem heimatlichen Saatgut traf sein Vater Ladislaus Stekovics den Geschmack der Exilserben. Die Nachfrage nach dem aromatischen Gemüse stieg so stark an, dass sich sein Vater 1958 dazu entschloss, einen professionellen Gemüseanbau als Nebenerwerbslandwirt zu betreiben. Für den Verkauf fuhr er in ganz Österreich bis zu sechs Mal im Jahr in die Dörfer, in denen Emigranten aus Serbien wohnten. Sein Vater hatte bis in die 1980er Jahre die größten Chilifelder in Österreich.
Ursprünglich wollte Erich Stekovics, der gemeinsam mit sechs Geschwistern aufgewachsen war, Koch werden, worüber seine Mutter jedoch nicht glücklich war. Nach der Volks- und Hauptschule besuchte er das Oberstufenrealgymnasium der Diözese Eisenstadt in Eisenstadt, wo er 1984 die Matura ablegte. Sodann begann er auf den Wunsch seiner Mutter hin in Wien ein Theologiestudium. In dieser Zeit gab es innerkirchliche Konflikte infolge der Bischofsernennungen von Kurt Krenn und Hans Hermann Groër. Die Umstände rund um diese Ernennungen hätten ihn nachdenklich gemacht, woraufhin er vieles zu hinterfragen begonnen habe, so Stekovics in einem Interview mit der katholischen Kirchenzeitung Der Sonntag über den Beweggrund, sein Theologiestudium nicht abzuschließen. Danach arbeitete er mehrere Jahre lang für die Diözese Eisenstadt als Religionslehrer und als Referent für Laientheologen und -theologinnen. 1999 holte er den Zivildienst nach. Im Zuge dessen Ableistung transportierte er Krebspatienten zu ihrer Chemotherapie. Diese Tätigkeit führte ihn schließlich zu seinem Berufswechsel: „Die Patienten erzählten mir immer, was sie machen würden, wenn ihnen noch Zeit dafür bliebe.“ Er brach Ende 1999 seine pastorale Arbeit ab und führte den Gemüseanbaubetrieb seines Vaters weiter.

### Gemüse- und Obstanbau

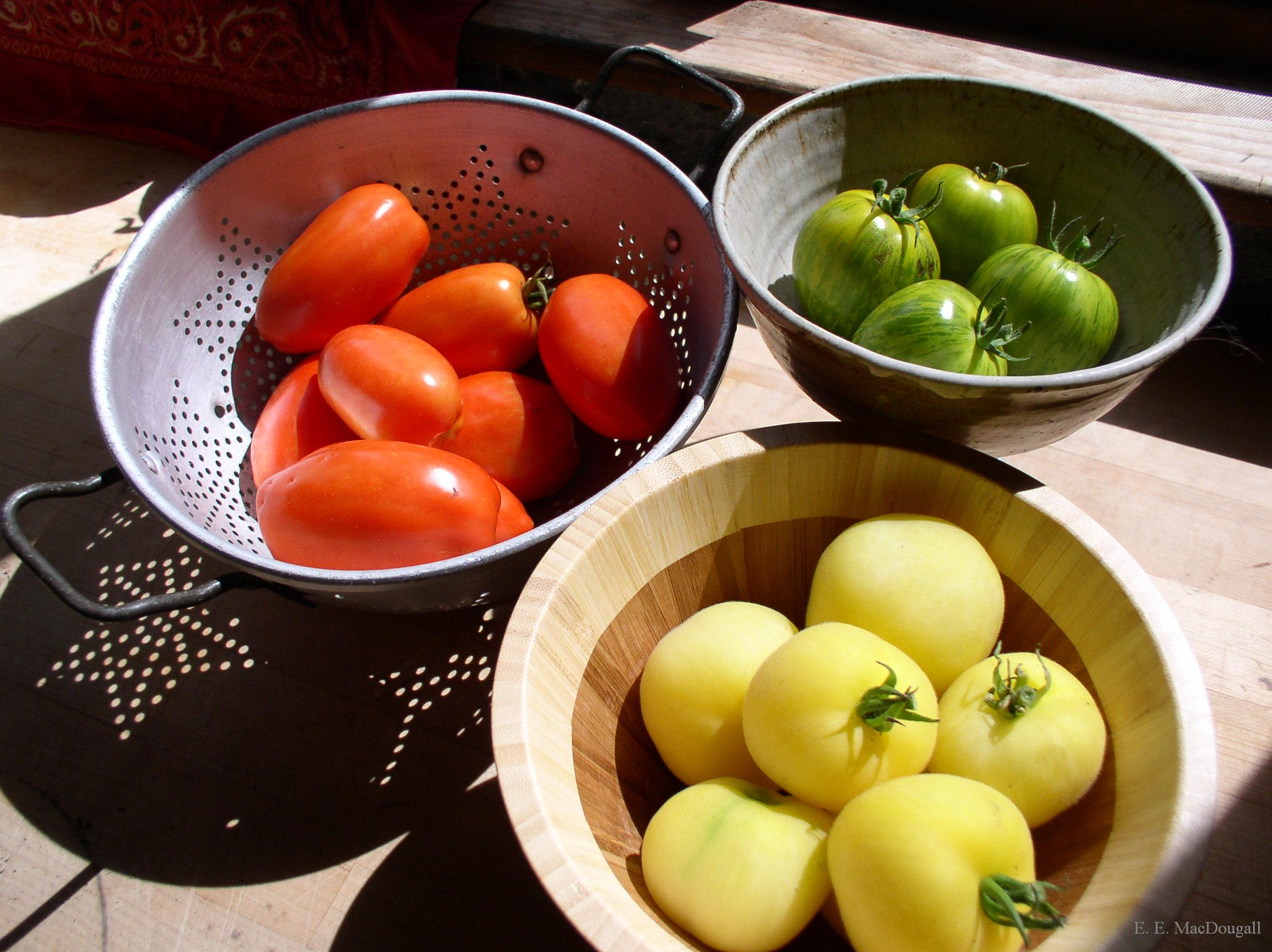
Romana-, Green-Zebra-Tomaten und hellgelber Typ

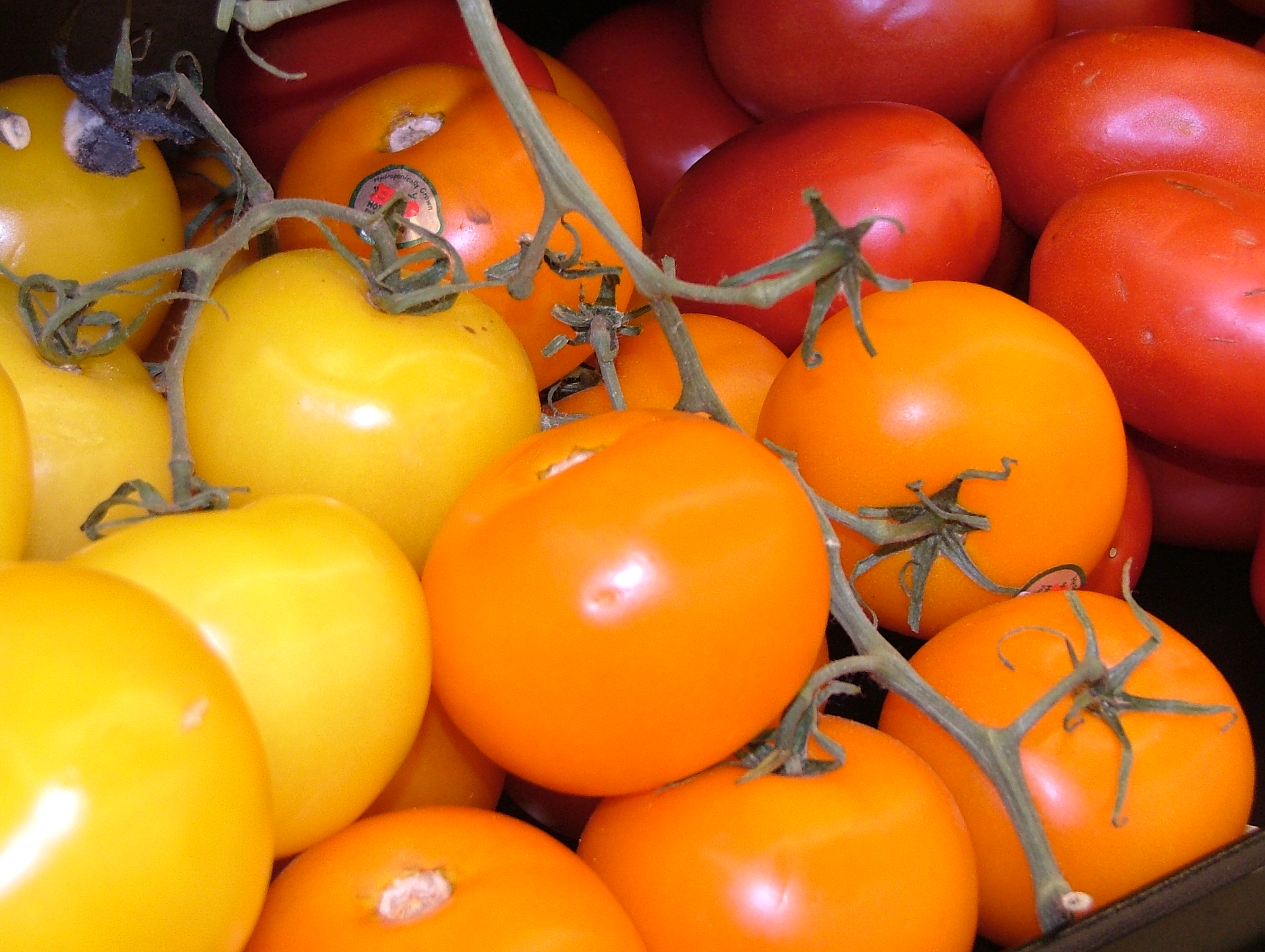
Cherry-Tomaten

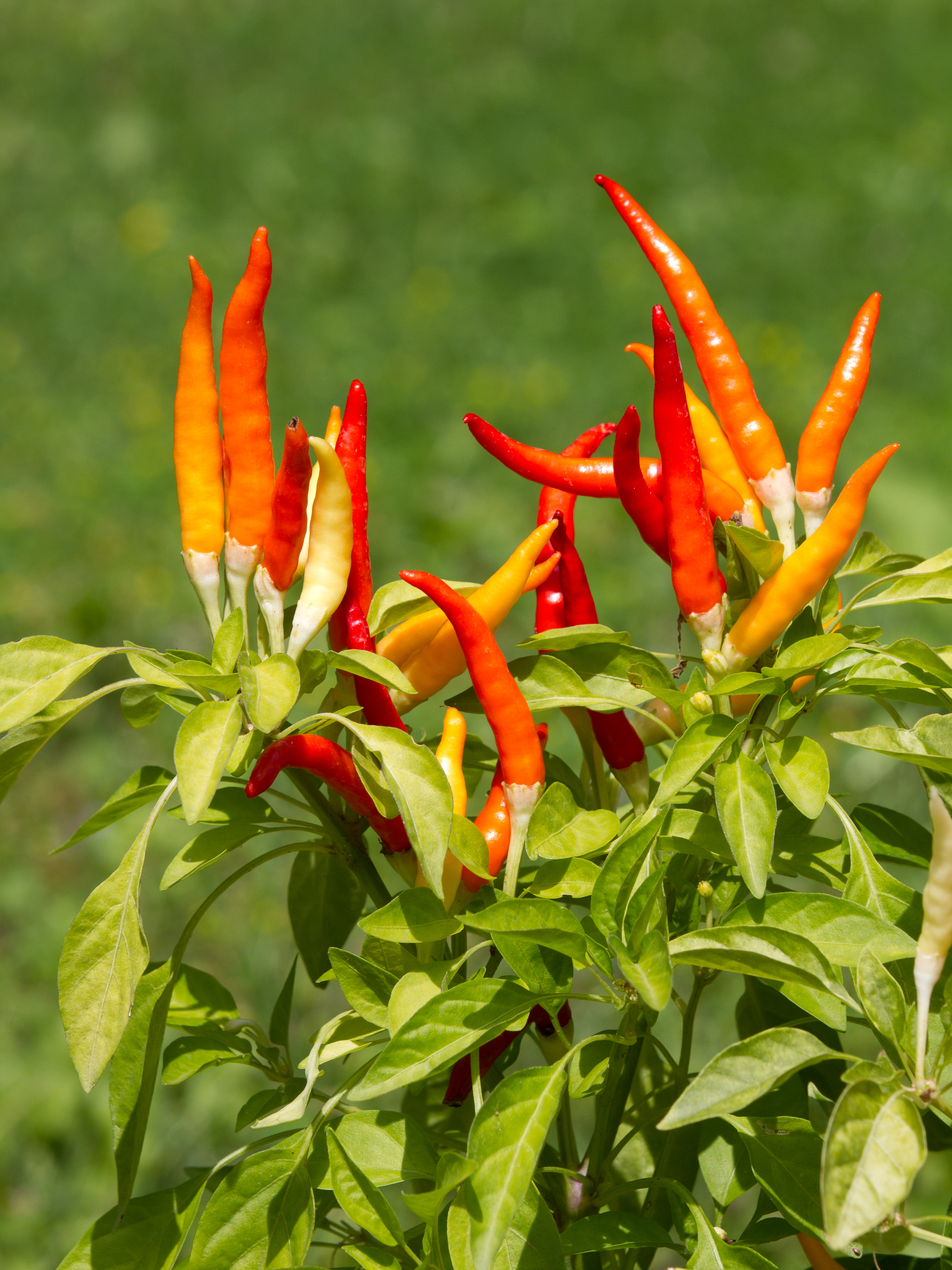
Chilisorte Fiesta

Bereits 2001, im zweiten Jahr seiner landwirtschaftlichen Selbständigkeit, wurden seine eingelegten Tomaten, Paprika- und Chili-Schoten vom deutschen Versandhändler Manufactum ins Feinkostsortiment aufgenommen. Im Jahrhundertsommer 2003 entdeckte er, dass seine Tomatenpflanzen auch ohne Gießen gedeihen und sich dadurch ihr Geschmack intensiviert. Agrarwissenschaftler der Universität Innsbruck fanden 2006 heraus, dass das Wurzelgeflecht einer Tomatenpflanze von Stekovics durchschnittlich 800 Meter Länge misst und eine Wurzeltiefe bis zu 1,70 m erreicht.
Freilandtomaten werden daher seit 2003 von Erich Stekovics nie gegossen, nur beim Einpflanzen: „Gießen ist das Schlimmste, was Sie Paradeisern antun können. Es verwässert das Aroma und verhindert, dass die Pflanzen tiefe Wurzeln bilden.“ Seine Paradeiser werden auch nicht ausgegeizt (kein Abschneiden von Seitentrieben), nicht aufgebunden an Stäben oder Schnüren, und es werden keine welken Blätter abgezupft. Diese Methode widerspricht allen „deutschsprachigen Gartenbaubüchern der letzten 50 Jahre“. Stattdessen vertraut er ganz auf die Vitalität und Widerstandskraft der Pflanzen. Zusätzlich bedeckt er die Erde um die bodenkriechenden Pflanzen herum mit Mulch aus Weizenstroh, der am Tag das Erdreich feucht hält und nachts die tagsüber gespeicherte Wärme hält.
Mit dem Anbau von Chili machte er im Jahr 2003 drei Mal so viel Umsatz wie mit Tomaten: von 400.000 Euro Umsatz entfielen 60 Prozent auf Chilis und je 20 Prozent auf Paradeiser sowie Marmeladen. Bis 2014 änderte sich der Umsatzanteil seiner Chilis nicht; Stekovics erklärt dies mit dem hohen Anbaurisiko von Freilandtomaten: „Im Gegensatz zu den Paradeisern, bei denen alle sechs Jahre mit einem Ernteausfall zu rechnen ist, kommt es bei Chili nur alle 20 Jahre dazu.“ Nahezu vollständige Ernteausfälle gab es im Jahr 2005 bei den Paradeisern und 2010 bei den Chilis. Daher ist er heute der einzige Gemüsebauer in Österreich, der noch Tomaten im Freien anbaut. Alle anderen Produzenten sind Gartenbaubetriebe und verwenden daher Folien- und Glashäuser. Nur zur Anzucht von Einzelexemplaren einer jeweiligen Sorte setzt Stekovics Gewächshäuser ein, um das Saatgut gegen Ernteschaden und Fremdbestäubung zu sichern.
Seit 2013 baut Stekovics für die Handelskette Spar auf 24 Hektar (2016) acht Sorten Bio-Knoblauch an, darunter die alte Sorte Weingartenknoblauch. Durch die aufwendige Behandlung der Knollen nach alter Art bleibt der Knoblauch bis zu einem Jahr lang haltbar: durch behutsames Herausheben der Knollen aus der Erde per Hand; Trocknenlassen auf dem Boden, damit sich die Erde von selbst löst; kein Abwaschen wegen Pilzbefall; das Flechten der Knollen zu Zöpfen für eine wochenlange Lufttrocknung und durch lichtschützendes Verpacken.
2013 stand sein Betrieb kurz vor dem Aus: Die EU-Kommission legte dem EU-Parlament in Straßburg den Entwurf einer neuen EU-Saatgutverordnung vor. Allein für Stekovics hätte diese Verordnung bedeutet, dass er für die 4000 von ihm kultivierten Sorten circa 65.000 Seiten an Formularen ausfüllen und dazu fünf bis sechs Millionen Euro für deren Zertifizierung hätte aufwenden müssen. Stekovics’ Betrieb wurde häufig in den österreichischen Medien und bei einer Unterschriftenkampagne als Beispiel für den Schaden angeführt, den diese Regelungen angerichtet hätten. Besonders sein größter Handelspartner, die österreichische Handelskette Spar, unterstützte ihn bei der Verteidigung der Sortenvielfalt. Im Februar 2014 lehnte der Landwirtschaftsausschuss des EU-Parlaments und im März 2014 das Parlament selbst den Entwurf ab.
Mit dem Netzwerk des Vereins Arche Noah unterhält er seit 2002 eine Kooperation für den Erhalt von Sortenraritäten. Neben der Anzucht und Samengewinnung von seltenen Sorten lässt er auch eine Fotografin für je drei Monate im Jahr ganze und aufgeschnittene Früchte fotografisch dokumentieren. Sein Hauptaugenmerk liegt in der Sortenpflege: „Ich möchte 100 Sorten in guter Qualität für die Nachwelt erhalten“. Stekovics bedauert, dass es für Gemüse und Obst – im Gegensatz zum Wein – noch keine „Sprache zur Beschreibung von Aromen“ gibt. Eines seiner Lebensziele ist es daher, ein solches Vokabular zu finden und zu verbreiten.
Gemüse und Obst werden bei Stekovics erst zum letztmöglichen Zeitpunkt geerntet und sind damit nicht mehr transportierbar und lagerbar. Die Verarbeitung nahezu aller Feldfrüchte erfolgt noch am Tag ihrer Ernte. Das Gemüse wird in Tomatenessig oder in Essigen von hoher Qualität aus Weinen der burgenländischen Region eingelegt.  Ein Teil davon stammt aus dem Frauenkirchener Weingut Umathum. Damit beliefert er neben Feinkostgeschäften und Vinotheken auch die Küchen der Spitzengastronomie wie das Tantris in München und das Steirereck im Wiener Stadtpark.
Außerdem hat Stekovics einen Bestand von 400 Maulbeerbäumen, die er besonders schätzt. Deren süße Beerenfrüchte können wegen der Empfindlichkeit auch nicht transportiert werden. Sie sind jedoch ein Genuss für Mensch und Tier und daher füttert er damit seine Gänse.

### Verschiedenes
Für interessierte Hobbygärtner und -bauern bietet Erich Stekovics Führungen an, sogenannte Genuss-Stunden. Nach Anmeldung und in nur kleinen Gruppen von höchstens 20 Teilnehmern finden die Führungen zwischen Juli und September fünf Mal pro Woche statt und dauern bis zu vier Stunden. Seit etwa 2005 sind seine Pflanzenexkursionen ausgebucht.
Der Rocksänger Joe Cocker ist einer der wenigen Empfänger von Stekovics' Saatgut gewesen. Cocker wurde in seinen letzten Jahren zu einem Hobbygärtner wie sein Vater und pflegte auf seiner Ranch in Colorado mehrere Gewächshäuser. Weitere prominente Empfänger von einigen seiner wertvollsten Paradeisersamen waren im April 2017 Prince Charles, der sich u. a. in ökologischer Landwirtschaft engagiert, und dessen Frau Camilla anlässlich eines Staatsbanketts in der Wiener Hofburg.
Von 2007 bis 2017 engagierte sich Erich Stekovics in der Frauenkirchener Kommunalpolitik. Mit anderen unabhängigen Mitstreitern in der Namensliste Erich Stekovics (NESt) setzte er sich als Stadtrat für seine Gemeinde ein. Im Burgenländischen Landtag war er von 2010 bis 2015 für die Liste Burgenland (LBL) tätig. 2016 ließ er sich im Personenkomitee für den Präsidentschaftskandidaten und Grünen-Politiker Alexander Van der Bellen aufstellen, der Anfang 2017 im zweiten Wahlgang Bundespräsident wurde.
Für den Wiener Opernball 2018 wurde Stekovics von den Organisatoren eingeladen, sich an der „Herrenspende“ für die männlichen Opernballgäste zu beteiligen. Stekovics füllte dafür 2.700 Gläser mit zwei Jalapeño-Chilipasten ab.
Im Jahr 2019 nahm Stekovics zwei Projekte als Berater im Fernen Osten an, zum einen für die Einführung von Biolandwirtschaft und den Anbau von Paradeisern in der Mongolei und zum anderen für einen Schaugarten nahe bei Shanghai. Beide Projekte sind auf fünf Jahre angesetzt und sollen parallel zu den Arbeiten auf seinem eigenen Hof durchgeführt werden.

### Familie
Erich Stekovics ist seit Mai 2016 in zweiter Ehe verheiratet mit der Wirtschaftsjournalistin und Kommunikationstrainerin Priska Koiner. In der ersten Ehe hatte er zwei Kinder. Das Paar bezog im Ort ein 160 Jahre altes Arbeiter- und Verwaltungswohnhaus, einen modularen Bautyp, der von den Esterházys in ihren Ländereien verbreitet wurde. Wegen des häufigen Vorkommens wurden diese Wirtschaftsgebäude nicht unter Denkmalschutz gestellt und sind heute nur noch selten erhalten. Ein über sechs Meter langer Holztisch in der Küche ist das „absolute Zentrum“ des Hauses und dient neben Familienfeiern auch für Mitarbeiterbesprechungen.
Seine Schwester Erni unterstützt ihn bei der Verarbeitung der Ernte. Zu Ehren seines Vaters Ladislaus „Lazi“ Stekovics benannte er eine Tomaten- und eine Paprikasorte nach ihm.

## Zitate
„Die besten Paradeiser sind fast nie rot.“

„Es geht mir darum, Vielfalt zu bewahren, wir bauen an, um zu erhalten.“

„Die Tische Europas deckt man mit einer handvoll Hybridsorten, obwohl es weltweit 300.000 Paradeisersorten gibt, von der ja jede anders schmeckt.“

„In den letzten 20 Jahren gingen 80 Prozent der Kulturpflanzen verloren, weil sie nicht mehr angebaut worden sind. Das werden uns spätere Generationen einmal vorwerfen, wenn es kaum noch Vielfalt gibt.“

## Auszeichnungen
- 2002: Bestes Sauergemüse Österreichs mit Mangalitza-Paprika [40]
- 2007: Trophée Gourmet vom Gourmet-Magazin À la carte [59]
- 2015: Gourmand Award für Atlas der erlesenen Chilis und Paprika [60]
- 2016: Auszeichnung für das Lebenswerk vom Österreichischen Gewerbeverein [61]

## Publikationen
- Erich Stekovics: Auf der Suche nach dem verloren gegangenen Geschmack. In: Wie viele Arten braucht der Mensch? Eine Spurensuche. Hrsg. vom Österreichischen Bundesministerium für Land- und Forstwirtschaft, Umwelt und Wasserwirtschaft, Böhlau, Wien 2010, ISBN 978-3-205-78516-3, S. 186, Inhaltsverzeichnis.
- Erich Stekovics, Julia Kospach: Atlas der erlesenen Paradeiser und was man alles mit ihnen anstellen kann. Fotos von Peter Angerer, Löwenzahn Verlag, Innsbruck 2011, ISBN 978-3-7066-2480-0;
 Erich Stekovics, Julia Kospach: Atlas der erlesenen Tomaten und was man mit ihnen alles anstellen kann. Ulmer, Stuttgart (Hohenheim) 2011, ISBN 978-3-8001-7679-3, 77 Sortenportraits, Buchausschnitt.
- Erich Stekovics, Julia Kospach: Atlas der erlesenen Chilis und Paprika. Fotos von Peter Angerer, Löwenzahn Verlag, Innsbruck 2011, ISBN 978-3-7066-2518-0; Ulmer, Stuttgart (Hohenheim) 2014, ISBN 978-3-8001-8092-9, 77 Sortenportraits, Buchausschnitt.
- Julia Kospach, Erich Stekovics: Sauer eingelegt. 33 raffiniert einfache Rezepte. Edition KoSte Nr. 1, Frauenkirchen 2014, Eigenverlag & -vertrieb.
- Julia Kospach, Erich Stekovics: Süß eingekocht. 33 raffiniert einfache Rezepte. Edition KoSte Nr. 2, Frauenkirchen 2014, Eigenverlag.
- Julia Kospach, Erich Stekovics: Gärtnern mit Paradeisern. Edition KoSte Nr. 3, Frauenkirchen 2015, Eigenverlag.

## Dokumentarfilme (Auswahl)
- Triumph der Tomate. Dokumentarfilm mit szenischer Dokumentation, Österreich, 2014, 45:30 Min., Buch und Regie: Maria Magdalena Koller, Produktion: MR-Film, arte, ORF, CCTV 9, Reihe: Universum, Erstsendung: 29. April 2014 bei ORF 2, Inhaltsangabe von ORF, (Memento vom 30. November 2014 im Webarchiv archive.today), Filmbilder, u. a. mit Erich Stekovics, Irina Zacharias, Joe Cocker.
 Dieser Dokumentarfilm wurde 2014 mit dem Silbernen Delphin in der Kategorie „Natur, Umwelt und Ökologie“ bei den Cannes Corporate Media & TV Awards ausgezeichnet.[64]
- Erich Stekovics – Der Kaiser der Paradeiser. Portraitfilm, Österreich, 2009, 13 Min., Produktion: megaherz, ServusTV, Reihe: Wir sind Österreich, Erstsendung: 3. November 2009 bei ServusTV, Filmdaten von IMDb.
- Tomaten zum Rotwerden. Dokumentarfilm, Schweiz, 2009, 35:50 Min., Buch und Regie: Ursula Bischof Scherer, Produktion: NZZ Format, Erstsendung: 7. Juni 2009 bei VOX, Inhaltsangabe mit Vorschau von NZZ Format.
- Essen mit Genuss: Die Slow-Food-Bewegung. Dokumentarfilm, Österreich, 2007, 43 Min., Buch: Gabriella Pignatelli und Rike Fochler, Regie: Carlo Buralli, Produktion: Film Australia, CM Film Productions, ORF, deutschsprachige Erstsendung: 16. März 2007 bei ORF2, Inhaltsangabe von 3sat, (Memento vom 12. April 2013 im Webarchiv archive.today).
- Der Kaiser der Paradeiser – Im Reich der 1000 Tomaten. Dokumentarfilm, Deutschland, 2004, 61 Min., Buch und Regie: Monika Kirschner, Musik: Simon Stockhausen, Produktion: arte, 3sat, Erstsendung: 1. Mai 2005 bei arte, Inhaltsangabe von Kiezbiennale Berlin.
 • Der Titel dieser Sendung wurde zu seinem Beinamen und Ehrentitel.[58] [65]
 • Der älteste Sohn des früheren Emirs von Katar, Scheich Mohammad Ayat al-Kubaisi, sah zufällig diese Fernsehreportage in Paris und lud daraufhin Stekovics ein, eine Paradeiserplantage in Katar anzulegen.[38][66] In Maria Kollers Dokumentarfilm Triumph der Tomate (2014) sieht man den Erfolg seiner Bemühungen.

### Reportagen
- Daniela Bachal: Zu Besuch in Erichs Paradeiser-Arche. In: Kleine Zeitung, 19. August 2013.
- Paul Axmann: Der Gemüse-Spezialitäten-Betrieb Stekovics. (Memento vom 12. Juni 2015 im Webarchiv archive.today). In: Institut für Ökologischen Landbau (IfÖL) an der Universität für Bodenkultur Wien, 2010.
- Stefan May: Im Paradies der Paradeiser. In: Deutschlandfunk, 4. Oktober 2009.
- Sebastian Herrmann: Tomatenzüchter. Der Kaiser der Paradeiser. In: Süddeutsche Zeitung, 14. August 2007 (und als PDF-Datei, 7 S.).

### Videos und Bilder
- Der Tomatenkaiser. In: ProSieben, Galileo, 16. November 2014, 11 Min.
- Geschäft mit alten Sorten. In: ORF 2 / EU Screen, €co, 2003, 6 Min.
- Im Garten des Paradeiser-Kaiser Erich Stekovics. In: ichkoche.at, 2011